# Freeport (Flórida)
Freeport é uma cidade localizada no estado americano da Flórida, no condado de Walton. Foi incorporada em 1963.

## Geografia
De acordo com o United States Census Bureau, a cidade tem uma área de 43,9 km², onde 43,3 km² estão cobertos por terra e 0,6 km² por água.

### Localidades na vizinhança
O diagrama seguinte representa as localidades num raio de 40 km ao redor de Freeport.

## Demografia
Segundo o censo nacional de 2010, a sua população é de 1 787 habitantes e sua densidade populacional é de 41,3 hab/km². Possui 919 residências, que resulta em uma densidade de 21,2 residências/km². É a localidade que, em 10 anos, teve o maior crescimento populacional do condado de Walton.